# هزاع الهزاع
هزاع الهزاع (عربی: هزاع الهزاع؛ زادهٔ ۱۵ دسامبر ۱۹۹۱) یک ورزشکار اهل عربستان سعودی است.
از باشگاه‌هایی که در آن بازی کرده‌است می‌توان به باشگاه فوتبال الاتفاق عربستان سعودی اشاره کرد.